# Abstracte Schilden/rkunst; de kunst van de verdediging
Abstracte Schilden/rkunst; de kunst van de verdediging was een schildententoonstelling van 29 september 2001 tot en met 3 maart 2002 in het Tropenmuseum in Amsterdam.
Onder deze opmerkelijke titel werden in deze tentoonstelling zesenzestig schilden van etnische groepen uit Australië, Nieuw-Guinea, Indonesië en de Filipijnen getoond. Evenals bij de tentoonstelling Knotsen! Schedelsplijters uit de Stille Zuidzee in 2006-2007, was de enige drijfveer van het Tropenmuseum om de schilden te exposeren het feit dat uit deze oude, rijkelijke deelverzameling van het museum nog nooit een mooie selectie aan het publiek was getoond. Het selectiecriterium was dan ook een esthetische: de combinatie van exotische vormen, non-figuratieve motieven en aansprekende kleuren van de schilden, waardoor ze welhaast kunnen worden beschouwd als abstracte kunstwerken. De antropologische of historische betekenis kwam bij het uitzoeken op de tweede plaats. 
De meeste schilden die werden geëxposeerd waren van beschilderd hout, enkele van al dan niet beschilderd buffelleer. Sommige exemplaren waren versierd met lokken mensen- of paardenhaar, kwasten of vlechtstroken van plantaardig materiaal en stukken parelmoer. Een schild uit Borneo was overtrokken met de huid van een schubdier. In het bij de tentoonstelling horende boekje worden zevenentwintig schilden afgebeeld en besproken. 

## Catalogus
- David van Duuren, De kunst van de verdediging; schilden uit het Tropenmuseum. Amsterdam: KIT Publishers, 2001